# Карликові сфероїдальні галактики

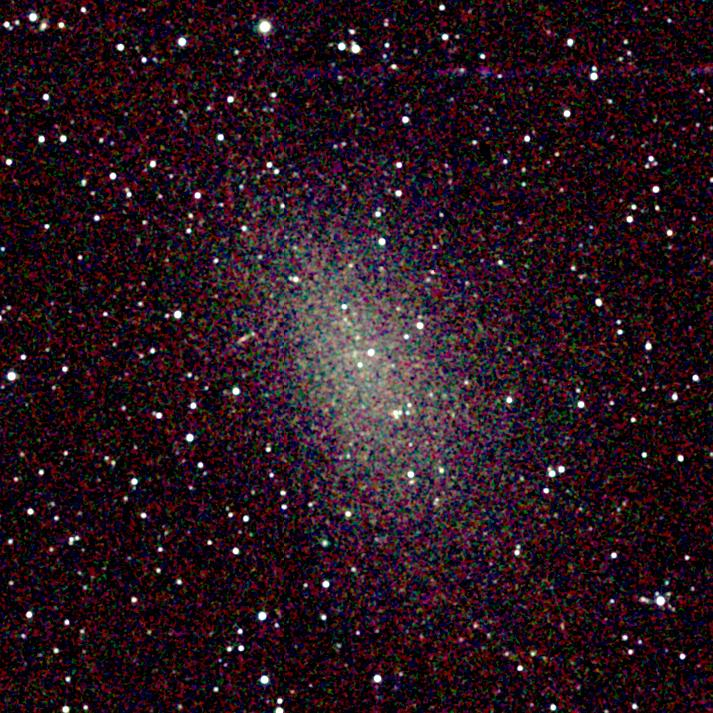
Зображення карликової сфероїдальної галактики NGC 147, отримане 2MASS.

Ка́рликові сфероїда́льні гала́ктики (dSph) — карликові галактики зі слабкою поверхневою яскравістю. 
Розмір таких галактик становить 1000—10 000 парсек. У них немає зір ранніх спектральних класів, вони майже повністю позбавлені міжзоряного газу (його частка становить менше 0,1% загальної маси), газ бідний на важкі елементи.
Перші дві такі галактики виявили 1938 року в сузір'ї Печі.
Хоча карликові сфероїдальні галактики подібні до великих кулястих скупчень, іноді їх розглядають як завершення послідовності карликових еліптичних галактик. Серед астрономів не існує однозначного консенсусу за якими характеристиками відрізняти карликові сфероїдальні галактики від великих кулястних зоряних скупчень. Обидва класи об'єктів дуже подібні за типом зоряного населення, масою та розмірами.
Загалом, світність dSph є нижчою, ніж в карликових еліптичних галактик аналогічної маси. Є свідчення наявності величезної кількості (частки від загальної маси) темної матерії, що значно перевищує аналогічні показники для кулястих скупчень. Віріальна маса карликових сфероїдальних галактик, обчислена зі спостережень за рухом окремих зір, набагато більша, ніж видима (отримана підрахунком зір). Це означає, що вони містять дуже багато темної матерії, і свідчить на користь їх класифікації саме як галактик.